# Martin Frey
Martin Frey (24 de enero de 1994) es un deportista alemán que compitió en ciclismo de montaña en la disciplina de campo a través. Ganó una medalla de bronce en el Campeonato Mundial de Ciclismo de Montaña de 2012, en la prueba  por relevos.

## Palmarés internacional
| Campeonato Mundial | Campeonato Mundial           | Campeonato Mundial | Campeonato Mundial         |
| Año                | Lugar                        | Medalla            | Competición                |
| ------------------ | ---------------------------- | ------------------ | -------------------------- |
| 2012               | Leogang/Saalfelden (Austria) | Medalla de bronce  | Campo a través por relevos |